# 10 juin 1914
Le 10 juin 1914 est le 161e jour de l'année 1914 du calendrier grégorien. Il s'agit d'un mercredi.

## Événements
- Fondation de la ville brésilienne Foz do Iguaçu à la confluence du Rio Iguaçu et du Rio Paraná.
- Création du Comité national olympique italien.
- José Carlos da Maia devient gouverneur de Macao. Il succède à Aníbal Augusto Sanches de Miranda et reste en fonction jusqu'au 5 septembre 1916
- Introduction de la cause en vue de la sanctification de Thérèse de Lisieux par Pie X[1].
- Défaite des rebelles berbères face à l'armée coloniale française devant Khénifra. La ville est prise deux jours plus tard, le 12 juin[2]

## Arts et culture
- Création du Colección de tonadillas escritas en estilo antiguo du compositeur espagnol Enrique Granados au Palais de la musique catalane à Barcelone.

## Naissances
- Wilfrid Moser, peintre abstrait suisse

## Décès
- Ödön Lechner, architecte hongrois
- Maxime Lecomte, homme politique français, sénateur du Nord